# Ivo Müller
Ivo Müller (* 24. srpna 1968) je bývalý český prvoligový fotbalový záložník.

## Hráčská kariéra
V československé nejvyšší soutěži hrál za Baník Ostrava v sezonách 1990/91 a 1991/92, připsal si celkově 9 startů a jedenkrát skóroval. Ve slovenské nejvyšší soutěži odehrál 13 utkání, aniž by skóroval.
Ve druhé nejvyšší soutěži zasáhl v dresu Vítkovic do 63 utkání, vstřelil 9 branek.
Třetí nejvyšší soutěž hrál v Porubě, Baníku Ostrava „B“, Frýdku-Místku a Nové huti Ostrava. Poté odehrál za Rapid Muglinov dva ročníky ve Slezském župním přeboru. Od sezony 1996/97 až do podzimu 1999 hrál ve Vítkovicích – s krátkou epizodou ve Viktorii Chlebičov na jaře 1998. Krátce byl hráčem německého třetiligového Oldenburgu, v kalendářním roce 2000 působil na Slovensku. Po návratu do vlasti hrál nižší soutěže za FC Hlučín, TJ Baník Radvanice a TJ Jistebník.

## Trenérská kariéra
Po skončení profesionální hráčské kariéry se stal trenérem. Jako asistent trenéra byl u historického postupu Hlučína do MSFL, poté trénoval Radvanice či Markvartovice. Aktuálně je od léta 2016 trenérem A týmu Fotbal Studénka.

## Ligová bilance
| Ročník                                   | Zápasy | Góly | Minuty | Klub                |
| ---------------------------------------- | ------ | ---- | ------ | ------------------- |
| 1. československá fotbalová liga 1990/91 | 4      | 1    | –      | Baník Ostrava       |
| 1. československá fotbalová liga 1991/92 | 5      | 0    | –      | Baník Ostrava       |
| 2. česká fotbalová liga 1996/97          | 23     | 4    | –      | FC Vítkovice        |
| 2. česká fotbalová liga 1997/98          | 2      | 0    | –      | FC Vítkovice        |
| 2. česká fotbalová liga 1998/99          | 28     | 4    | –      | FC Vítkovice        |
| 2. česká fotbalová liga 1999/00          | 10     | 1    | –      | FC Vítkovice        |
| Mars superliga 1999/00                   | 12     | 0    | –      | Ozeta Dukla Trenčín |
| Mars superliga 2000/01                   | 1      | 0    | –      | Ozeta Dukla Trenčín |
| CELKEM 1. LIGA ČSFR                      | 9      | 1    | –      |                     |
| CELKEM 1. LIGA SR                        | 13     | 0    | –      |                     |
| CELKEM 2. LIGA ČR                        | 63     | 9    | –      |                     |